# Hololepta comis
Hololepta comis är en skalbaggsart som beskrevs av Lewis 1914. Hololepta comis ingår i släktet Hololepta och familjen stumpbaggar. Inga underarter finns listade i Catalogue of Life.